# V443 Возничего
V443 Возничего (лат. V443 Aurigae) — двойная звезда в созвездии Возничего на расстоянии (вычисленном из значения параллакса) приблизительно 3527 световых лет (около 1081 парсека) от Солнца. Видимая звёздная величина звезды — от +8,64m до +8,33m.

## Характеристики
Первый компонент — красный гигант, пульсирующая медленная неправильная переменная звезда (LB) спектрального класса M2. Масса — около 2,676 солнечной, радиус — около 183,19 солнечных, светимость — около 3598,776 солнечных. Эффективная температура — около 3303 K.
Второй компонент — красный карлик спектрального класса M. Масса — около 141,16 юпитерианских (0,1348 солнечной). Удалён на 2,076 а.е..